# V446 Herculis
V446 Herculis fue una nova aparecida en la constelación de Hércules en el año 1960. Esta nova alcanzó un brillo de magnitud 2.8. Fue observada por primera vez por Olaf Hassel en las primeras horas del 7 de marzo de 1960, para cuando era una estrella de quinta magnitud. Las fotografías previas al descubrimiento mostraron que había pasado unos tres días con un brillo máximo y se había desvanecido en 2 magnitudes durante ese tiempo. La estrella estaba tan cerca del límite entre las constelaciones de Hércules y Aquila que se necesitaron mediciones precisas de su posición para determinar qué constelación la contenía. Tiene características de un nova enana aunque se ha informado que tiene estallidos o erupciones en un intervalo medio de ~23 días con una amplitud de ~1,5 mag. Esta amplitud es baja para los estallidos clásicos de una nova enana, lo que sugiere que estos eventos pueden deberse a modulaciones de transferencia de masa.

## Coordenadas
- Ascensión Recta: 18h 57m 21s.51
- Declinación: +13° 14' 27".3